# Skærum Kirke
Skærum Kirke ligger ved bebyggelsen Øster Skærum ca. 10 km V for Frederikshavn (Region Nordjylland).

## Eksterne kilder og henvisninger
- Skærum Kirke på KortTilKirken.dk